# Skovbund
Skovbunden er den biotop, som dannes, når skoven har etableret sig. Skovbunden har helt særlige miljøforhold, som sætter vilkårene for planters og dyrs liv og udfoldelse. Det medfører, at der efterhånden dannes bestemte plante- og dyresamfund i skovbunden, samfund som er påvirket af de dominerende skovtræer og af hinanden.

## Etablering af skovbundssamfund
Skovbunden opstår, når træernes bladdække hindrer pionerplanterne ("ukrudtsplanterne") i at vokse og sætte frø. På det tidspunkt vil de særligt tilpassede skovbundsplanter være mere konkurrencestærke. Hvis de ellers får chancen, vil de hurtigt fortrænge det åbne lands planter fra biotopen. Problemet er, at der ofte er meget langt til den nærmeste skov, hvor planterne skal indvandre fra. Det vil i givet fald kun lykkes, hvis der findes spredningskorridorer gennem det menneskedominerede kulturlandskab.

## Skovbundens miljøbetingelser
- Jordbunden er fugtig, porøs, rig på gødningsstoffer og kølig.
- Afhængig af førnematerialet er jorden muld eller morr.
- Mikroklimaet er afdæmpet med små udsving i fugtighed, temperatur og vind.
- Lysmængden er (som regel) størst om vinteren og foråret, dvs. indtil løvspring.

## Skovbundens planteliv

### Muldbund
- Druemunke (Actaea spicata)
- Almindelig Guldstjerne (Gagea lutea)
- Almindelig Mangeløv (Dryopteris filix-mas)
- Bingelurt (Mercurialis perenne)
- Hvid Anemone (Anemone nemorosa)
- Krybende Læbeløs (Ajuga reptans)
- Skovmærke (Galium odoratum)
- Stor Konval (Polygonatum multiflorum)

### Morrbund
- Engelsød (Polypodium vulgare)
- Hvid Anemone (Anemone nemorosa)
- Liljekonval (Convallaria majalis)
- Majblomst (Maianthemum bifolium)
- Skovstjerne (Trientalis europaea)
- Skovsyre (Oxalis acetosella)
- Mange arter af mosser